# Dr Yry
Doktor Yry, właściwie Krzysztof Radzimski (ur. 18 października 1977 w Warszawie) – polski wokalista, muzyk, kompozytor i aktor. Założyciel zespołów TPN 25 i El Doopa.
Na początku lat 90. założył zespół TPN 25, którego jest wokalistą. Współtworzył i brał udział w projektach filmowych Zespołu Filmowego „Skurcz”, znanego m.in. z realizacji teledysków Kazika Staszewskiego i Git Produkcji. W 1998 założył zespół El Doopa. Tworzył i uczestniczył w projektach muzycznych, takich jak: Tabernakulum, Achtoong Szczavie, Bracia Pafnucy, The Andrzejs, Necroscop, S.P.E.C. (założony z Andrzejem Izdebskim w 2001), S.U.P.E.R., A. Stroosz, Szczürk, Pieseek, Sekator, Tymateusz, Zacier (od 2008 na basie), Roman Malik, Większy Obciach, Speculum.

## Dyskografia

### Z zespołem TPN 25
- Słabo? (1999, rozszerzona reedycja 2010)
- Bracia (2005)

### Z zespołem El Doopa
- A pudle? (2000)
  - Prohibicja (singel)
  - Natalia w Brooklynie (singel)
- Gra? (2007)
  - 2000000 głosów (singel)
  - 2008: Moherowa odyseja (singel)
- Pożegnanie za friko (2013)
  - Wojna w Polsce (singel)

### Z zespołem S.P.E.C.
- Pyk (2002)
- Spec (2004)

### Z zespołem Większy Obciach
- Ludzie bez dowodu (2009)

### Z zespołem Zacier
- Niedźwiedź Janusz i inne zwierzęta (2010)
- Skazany na garnek (2014)

### Z zespołem Speculum
- Brak CD (2014)
- Gdzie jest Twoje Królestwo? (2016)

### Gościnnie
- KNŻ – Występ (2002)
- Kult – MTV Unplugged (2010)
- Plagiat 199 – Do przodu (2010)